# 闪电战 (游戏)
《闪电战》是一款以第二次世界大战为蓝本的即时战术类计算机游戏。玩家可以扮演指挥官的角色来指挥二战中发生在欧洲和北非的战争。每个国家都有其独特的且符合历史的军事单位。类似于游戏《裝甲騎兵》，闪电战着重于战斗而不是即时战略游戏的主基地建设等方面。
该款游戏及其数部续作，都使用Starforce反拷贝系统。 但在《Blitzkrieg Anthology》中似乎没有使用。
图形引擎呈现了现实3D渲染的立体地形河细节，包括季节、气候带以及可以影响游戏的天气情况。 可以根据喜好选择“血腥”选项。游戏中含有超过350种不同的作战单位和物件。玩家也可以建造浮桥，挖掘战壕，埋设地雷，重新补给和修理单位，或者在没有资源时呼叫空中支援。游戏中包括建筑和桥梁等几乎任何东西都可以被摧毁。森林可以被坦克或炮兵部队夷为平地。每个国家的作战单位都会说其国家的语言，极大地增强了游戏的真实感和代入感。同时，闪电战游戏还附带了 任务和资源编辑器供玩家创建自己的作战单位和地图。

## 游戏性
闪电战以3个各有其特色的战役为中心，每个战役分别以二战的某些主要派别为特色。三个派别分别为同盟国(美国和英国战役)，德国和苏联。每个战役分若干章节，按时间顺序将战争以游戏的方式重现。
这些章节，反之，以较小的遭遇战(即虚构)和符合史实的战争为特色。 随机地图可以让玩家得到一个能赢取升级的机会。 基于选择的随机地图，玩家可以潜在地增强其炮兵或装甲部队的威力。
游戏开始时，每个玩家都有一个“核心单位”。这些有名字的人员将伴随玩家从度过一个又一个章节，并同玩家一样获得等级和经验值。 玩家开始拥有3个装甲核心单位和3个炮兵核心单位，并最终会获得每个类别6个核心单位的指挥权。 升级的核心单位将在战斗中有着更好的表现，比如炮兵可以更精确地打击目标，坦克部队也是类似。

### 策略
由于主基地和单位产生（即建造训练单位的建筑，在后方训练作战单位向前线输送）的取消，策略成了整个游戏中一个及其关键的因素。 立刻派出所有部队反而可能在大屠杀中终结。 时机，位置，火炮和空中支援等 成为制胜的关键。例如：
- 使用火炮打击反坦克和反步兵；
- 固定敌方车辆需要 侧翼攻击和正确的时机；
- 防守时，地雷和 捷克刺猬式障碍物 必须在敌方攻击之前铺设至具有战略性的位置；
- 空中支援将提供伞兵，侦察，重型轰炸，近距离空中火力支援等。

## 扩展包
目前《闪电战》有三款官方的资料片，皆由德國的 La Plata Studios 在闪电战原作开发者 Nival Interactive 的协助下开发。由 CDV Interactive 负责出版发行。
- 《閃擊戰：燃燒的地平線》（Blitzkrieg: Burning Horizon），跟随埃尔温·隆美尔将军的足迹 开始从穿越阿登到著名的德意志非洲军的战斗，并持续到德军在沦陷法国作最后的抵抗。[2]
- 《閃擊戰：雷霆萬鈞》（Blitzkrieg: Rolling Thunder），随行喬治·巴頓将军的二战生涯，从北非沙漠到阿登的雪域森林。[3]
- Blitzkrieg: Green Devils，需要安装《闪电战》或《閃擊戰：雷霆萬鈞》（Rolling Thunder）才可以使用的资料片。重现了第九装甲师在法国，东部阵线和诺曼底的军事行动。
- Stalingrad，由DTF Games开发，它是一个单独的游戏，涵盖了从德国和苏联双方从迈进和斯大林格勒之战。
- Talvisota: Icy Hell，由 Blitzfront Game Studio （页面存档备份，存于） 开发，基于1939-1940年间 冬季戰爭 的故事。
- Mission Barbarossa  和 Kursk，Active Gaming 开发，描述1941年蘇聯入侵和 1943年的库尔斯克大决战。
- WWI: The Great War，由Dark Fox （页面存档备份，存于）开发，基于闪电战游戏引擎，以第一次世界大戰为背景的游戏。玩家可以扮演英国、法国、俄国、德国或者奥匈帝国的指挥官，使用其各自国家的1914-1918年间的武器在一次大战的战场上厮杀。 2006年6月，World War I 只在俄罗斯，波兰，捷克，澳大利亚和新西兰发行。
- Blitzkrieg: Operation "North"，由 Dark Fox （页面存档备份，存于） 开发。

## 大眾文化
在第三季，英國情景喜劇Peep Show的第四集中，角色馬克（Mark）在結束一周的工作後玩了5小時的《闪电战》。他本來應該讀關於羅馬共和國的書，做仰臥起坐和學吹單簧管的。他最後後悔的開了個玩笑說替納粹打贏戰爭比較重要。

## 续作
在2007年10月，漢堡的 La Plata Studios（《燃燒的地平線》、《雷霆萬鈞》和《Green Devils》的開發商）宣布《闪电战：燃燒的地平線2》（Panzerkrieg - Burning Horizon II）將在2008年發行。起初只透露了一點遊戲的細節，但當遊戲的製作團隊與原本的《闪电战》團隊的領導開始合作以後，這套遊戲似乎將不止是一套標準的擴充包或獨立製作。在2008年10月底，該遊戲在德國發行，並獲得極大的成功，甚至超過其他《闪电战》擴充包的成績。在 gamersgate.com. 上可以下載到英語版。
《閃擊戰3》2017年发行。